# Ichthyophis bannanicus
Ichthyophis bannanicus es una especie de anfibio gimnofión de la familia Ichthyophiidae.
Las larvas llevan una vida acuática, y presentan una cola corta que cuenta con una semialeta caudal comprimida lateralmente que, desde la parte dorsal de la cola, se enrosca ventralmente en su punta. Cuentan en cada lado del cuello con lo que parece ser una hendidura branquial llamada «espiráculo branquial», que abarca el área de las tres branquias propiamente dichas. Presentan línea lateral en cada lado de la cabeza y del cuello. La línea lateral cuenta con neuromastos mecanorreceptores y órganos ampulares electrorreceptores. Los neuromastos pueden ser o bien superficiales o bien receptores de infrarrojos. Durante el desarrollo, la regresión de la línea lateral se produce al tiempo que la del espiráculo branquial, y ambos se hallan ausentes en los ejemplares juveniles.
El adulto cuenta con un tentáculo en cada lado de la cara, entre el ojo y la narina. Tiene 360 pliegues cutáneos en forma de anillo a lo largo del cuerpo. La coloración es negra parduzca en el dorso y amarilla en los flancos.
Habita en China: se halla en el distrito de Yingjiang (provincia de Anhui), en Xishuangbanna, en el sur de Yunnan, en el sur de Guangxi y en el sur de Cantón. Habita también en el Vietnam.
Tal vez habite también en Laos y en Birmania.
Su hábitat natural incluye bosques tropicales o subtropicales secos a baja altitud, ríos, corrientes intermitentes de agua, plantaciones, jardines rurales, zonas previamente boscosas ahora muy degradadas, tierras de irrigación y tierra cultivable de inundación estacional.
Parece estar en riesgo de extinción por la pérdida de su hábitat natural, debida a los cultivos, la deforestación y la contaminación, pero no hay datos suficientes sobre ello.